# Araty
Araty, właśc. Araty Pedro Vianna (ur. 3 kwietnia 1923 w Rio de Janeiro) – piłkarz brazylijski, występujący na pozycji środkowego obrońcy.

## Kariera klubowa
Araty występował w Madureirze Rio de Janeiro i Botafogo FR.

## Kariera reprezentacyjna
W reprezentacji Brazylii Araty zadebiutował 6 kwietnia 1952 w wygranym 2-0 meczu z reprezentacją Meksyku, podczas Mistrzostw Panamerykańskich, które Brazylia wygrała. Był to jego jedyny występ w reprezentacji.